# وزارت ترابری انتاریو
وزارت ترابری انتاریو (انگلیسی: Ministry of Transportation of Ontario) یک وزارت استانی زیر مجموعه دولت انتاریو است که مسئولیت ترابری و زیرساخت و حقوق مربوطه در محدوده جغرافیایی استان انتاریو را برعهده دارد. وزارت ترابری مسئول جنبه‌های مختلف ترابری در انتاریو از جمله ایجاد و نگهداری بزرگراه‌های استانی، صدور مجوز و آموزش برای وسایل نقلیه و رانندگان و نظارت بر جاده‌های استان از طریق پلیس انتاریو است.

مسئولیت وزرات ترابری انتاریو به شرح زیر است:
- ۱۰٫۴ میلیون وسیله نقلیه ثبت شده
- ۸٫۵ میلیون راننده
- ۵۵ مرکز آزمون رانندگی
- ۲۸۱ مرکز خصوصی صدور مجوز خودرو و رانندگی در سرتاسر استان
- خدمات حمل و نقل عمومی و جاده‌ای
- ۱۶۵۲۵ کیلومتر آزادراه استانی
- پیشخوان‌های سرویس انتاریو